# ديفيد ويب (رياضياتي)
ديفيد ويب (بالإنجليزية: David Webb)‏ هو رياضياتي أمريكي، ولد في 1953.